# کریم‌آباد (سربیشه)
کریم‌آباد یک روستا در ایران است که در دهستان مود شهرستان سربیشه واقع شده‌است. کریم‌آباد ۸۵ نفر جمعیت دارد.